# 曹濟
曹濟（英語：Cho Chai，1942年1月—2024年12月10日），原名曹作新， 前無綫電視藝員。

## 簡歷
曹濟家裏共有八兄弟姊妹，愛好唱粵曲。1974年開始為無綫電視古裝單元劇《民間傳奇》演出，1976年參演無綫電視劇《陸小鳳》，之後參演多套電視劇集。1999年參演無綫電視劇《茶是故鄉濃》，後因關節勞損及患糖尿病而正式退休。2024年中曾為「南區復康專線」拍攝宣傳片，片中頭髮斑白、身形消瘦不少，此亦為曹濟在媒體前最後一次露面。2024年12月10日因病在醫院安詳離世，終年83歲。2024年12月28日於世界殯儀館設靈，據曹濟兒子曹國光在靈堂接受訪問時表示1月為曹濟83歲的生忌，即曹濟出生於1942年1月。

## 演出作品

### 電影
- 1980年：瘋狂大老千
- 1980年：籠裏雞
- 1980年：鹹魚番生
- 1984年：靈氣逼人
- 1990年：殺戮江湖
- 1991年：末路狂奔
- 1991年：千王
- 1993年：大刀王五
- 1993年：拳聖
- 1994年：華探長
- 1995年：歲月情真
- 1995年：出更二人組

### 電視劇(無綫電視)
- 1974年：《民間傳奇》
- 1976年：《陸小鳳》飾 獵戶
- 1977年：《霸王谷》
- 1977年：《陸小鳳之決戰前後》飾 趙正我
- 1977年：《家變》飾 阿祥(金滿樓部長)
- 1978年：《倚天屠龍記》飾 司馬千鐘
- 1979年：《鴻運當頭》
- 1979年：《楚留香》飾 左護法
- 1979年：《網中人》飾 行街盧
- 1980年：《上海灘》飾 工廠職員/七哥
- 1980年：《上海灘續集》飾 蕭熊
- 1980年：《千王之王》飾 車伕
- 1980年：《聲寶喜相逢》
- 1980年：《衝擊》飾 老胡
- 1980年：《上海灘龍虎鬥》飾 老朱
- 1981年：《流氓皇帝》飾 傳令官
- 1981年：《烽火飛花》飾 馬興財
- 1981年：《妙手神偷》
- 1981年：《封神榜》飾 大夫
- 1981年：《前路》
- 1981年：《富貴榮華》飾 傍友劉
- 1982年：《男子漢》
- 1982年：《將軍抽車》
- 1982年：《天龍八部》飾 馬五德
- 1982年：《星塵》飾 酒客甲
- 1982年：《花艇小英雄》飾 萬七
- 1982年：《十三太保》飾 樵夫
- 1982年：《香城浪子》飾 阿明
- 1982年：《獵鷹》飾 彪
- 1983年：《奔向太陽》
- 1983年：《射鵰英雄傳》
- 1983年：《警花出更》飾 鄺之線人
- 1983年：《神鵰俠侶》飾 彭長老
- 1984年：《愛情一千米》
- 1984年：《笑傲江湖》飾 少林僧人
- 1984年：《儂本多情》飾 標叔
- 1984年：《鹿鼎記》飾 康熙近身太監
- 1984年：《秋瑾》
- 1984年：《寶芝林》
- 1984年：《新紮師兄》
- 1985年：《呂四娘》
- 1985年：《武林世家》
- 1985年：《後生可畏》
- 1985年：《皇上保重》
- 1985年：《新紮師兄續集》
- 1986年：《神勇CID》
- 1986年：《賊公阿牛》
- 1986年：《小島風雲》
- 1986年：《黃大仙》
- 1986年：《黃金十年》
- 1986年：《薛剛反唐》飾 太醫
- 1987年：《工字打出頭》飾 街坊
- 1987年：《獵鯊行動》
- 1987年：《成吉思汗》飾 太陽汗
- 1988年：《誓不低頭》飾 發叔飯店伙計
- 1988年：《鬥氣一族》飾 街坊
- 1988年：《當代男兒》
- 1988年：《太平天國》飾 洪父
- 1988年：《狙擊神探》
- 1988年：《奇門鬼谷》飾 楚國使者
- 1989年：《吉星報喜》
- 1989年：《摩登小寶》
- 1989年：《琉璃篇》
- 1989年：《義不容情》飾 周志文父
- 1989年：《蓋世豪俠》飾 茶寮老闆
- 1989年：《連城訣》飾 老僕
- 1989年：《飛虎群英》
- 1989年：《他來自江湖》
- 1989年：《香港雲起時》
- 1990年：《回到未嫁時》飾 老闆
- 1990年：《午夜太陽》飾 表叔
- 1990年：《燃燒歲月》飾 王老闆
- 1990年：《水鄉危情》
- 1990年：《烏金血劍》飾 順叔
- 1990年：《別姬》飾 許子文
- 1991年：《日月神劍》飾 阿福/北棋王
- 1991年：《男盜女差》飾 泉叔
- 1991年：《我愛玫瑰園》飾 鄭伯
- 1991年：《今生無悔》飾 劉權
- 1991年：《浪族闊少爺》飾 寶叔
- 1991年：《怒海孤鴻》飾 管工彪
- 1991年：《皇家鐵馬》飾 劉伯
- 1991年：《大家族》飾 靈堂友好
- 1991年：《月兒彎彎照九州》飾 餐廳部長
- 1991年：《命運迷宮》飾 莊家明
- 1992年：《龍的天空》飾 根司機
- 1992年：《重案傳真》飾 神父
- 1992年：《壹號皇庭》飾 華父
- 1992年：《捉妖奇兵》
- 1992年：《血璽金刀》飾 老臣
- 1992年：《龍影俠》飾 裝修工人
- 1992年：《巨人》飾 洪家下人
- 1992年：《闔府搶錢》飾 馬先生
- 1992年：《他來自天堂》飾 醫生
- 1992年：《大時代》飾 羅慧玲姨丈
- 1992年：《我愛牙擦蘇》
- 1992年：《極度空靈》飾 明叔
- 1992年：《九反威龍》飾 法官
- 1992年：《水滸英雄傳》飾 公孫勝
- 1993年：《飛星尋龍》飾 王先生
- 1993年：《大頭綠衣鬥殭屍》飾 馬老闆
- 1993年：《天倫》飾 超級市場經理
- 1993年：《壹號皇庭II》飾 芬父
- 1993年：《雌雄大老千》飾 司機
- 1993年：《金牙大狀》飾 馬老板
- 1993年：《武尊少林》飾 法濟
- 1993年：《馬場大亨》飾 租車場老闆
- 1993年：《龍兄鼠弟》飾 十四叔
- 1994年：《金毛獅王》飾 元師爺
- 1994年：《孤星劍》飾 燕三
- 1994年：《射鵰英雄傳之南帝北丐》飾 丐幫弟子
- 1994年：《清宮氣數錄》飾 焦祐瀛
- 1994年：《新重案傳真》飾 昌叔
- 1994年：《生死訟》飾 檢察員
- 1994年：《射鵰英雄傳》飾 靈智上人
- 1994年：《黃飛鴻系列之鐵膽梁寬》飾 張師爺
- 1994年：《新父子時代》飾 華叔
- 1994年：《壹號皇庭III》飾 欣父
- 1994年：《再見亦是老婆》飾 工友
- 1994年：《方世玉與乾隆皇》飾 孫員外
- 1994年：《笑看風雲》飾 法官
- 1995年：《南拳北腿》飾 成叔
- 1995年：《包青天》
- 1995年：《真情》飾 老王/陳經理
- 1995年：《壹號皇庭IV》飾 法官
- 1995年：《小李飛刀》飾 曹掌門
- 1995年：《大捕快》飾 師爺
- 1995年：《親恩情未了》飾 老板
- 1995年：《刑事偵緝檔案II》飾 江叔
- 1996年：《天地男兒》飾 豹
- 1996年：《河東獅吼》飾 畫家
- 1996年：《聊齋》飾 盧安
- 1996年：《天降財神》飾 楊坤
- 1996年：《900重案追兇》
- 1996年：《笑傲江湖》飾 封不平
- 1996年：《殭屍福星》飾 全叔
- 1996年：《廉政行動1996》飾 街坊
- 1996年：《O記實錄II》飾 方耀平
- 1996年：《西遊記》飾 寧神司
- 1996年：《地獄天使》飾 大排檔伙記
- 1997年：《皇家反千組》飾 鄭生
- 1997年：《醉打金枝》飾 骨叔
- 1997年：《苗翠花》飾 李府管家
- 1997年：《英雄貴姓》飾 趙掌門
- 1997年：《大刺客》飾 智國
- 1997年：《圓月彎刀》飾 說書漢子
- 1997年：《天龍八部》飾 吳長風
- 1997年：《狀王宋世傑》飾 老闆
- 1997年：《隱形怪傑》飾 士多老闆
- 1997年：《真命天師》飾 銀庄老闆
- 1998年：《乾隆大帝》飾 太監
- 1998年：《聊齋（貳）》飾 太監/班主/二狐爺
- 1998年：《鹿鼎記》飾 吳立身
- 1998年：《烈火雄心》飾 管理員
- 1998年：《外父唔怕做》飾 琛
- 1999年：《鑑證實錄II》飾 馬永達
- 1999年：《寵物情緣》飾 業主
- 1999年：《千里姻緣兜錯圈》飾 古董店老闆
- 1999年：《狀王宋世傑（貳）》飾 鄉紳
- 1999年：《十三密殺令》飾 師兄
- 1999年：《反黑先鋒》飾 醫生
- 1999年：《非常保鑣》飾 陳經理
- 1999年：《雙面伊人》飾 阿茂
- 1999年：《布袋和尚》飾 商旅
- 1999年：《茶是故鄉濃》飾 裁縫
- 2000年：《生命有TAKE2》[a]飾 法官

### 電視劇(佳藝電視)
- 1976年：《武則天》

### 電視劇(香港電台)
- 1973年：《獅子山下》〈馬路尋寶〉飾 掘路工人

### 電視劇(其他)
- 1989年：《廉政先鋒（第三輯）》

## 備註
1. ↑  拍攝／製作年份:1998年4月-6月

## 外部連結
- 曹濟在香港影庫上的簡介